# Катрін Целлер
Катрін Целлер (нім. Katrin Zeller; нар. 1 березня 1979) — німецька лижниця, призер Олімпійських ігор. 
Срібну олімпійську медаль Катрін Целлер виборола в складі естафетної збірної Німеччини на Олімпіаді у Ванкувері.  Вона також має срібну медаль чемпіонату світу 2009 року, здобуту також в естафеті.
Найкращий індивідуальний результат Целлер на етапах Кубка світу - друге місце на етапі в Лахті у 2008.